# ماورو فالنتيني
ماورو فالنتيني (بالإيطالية: Mauro Valentini)‏ هو مدرب كرة قدم ولاعب كرة قدم إيطالي في مركز الدفاع، ولد في 4 يناير 1964 في فيتيربو في إيطاليا. لعب مع أتالانتا ونادي كالياري ونادي لوكيزي.